# Ramree (township)
El township de Ramree (birmà Yanbye) és una entitat administrativa de tercer nivell al districte de Kyaukpyu a l'estat de Rakhine (Arakan) a Myanmar (Birmània). La superfície és de 1.162 km² i forma la parte sud-est de l'illa de Ramree. La capital és la ciutat de Ramree prop de la costa oriental de l'illa. La majoria dels seus habitants són budistes arakanesos.

## Història
El 1901 constava amb 247 pobles i 23 cercles fiscals: Ngako-byin, Thin-ga-nek, Hun-taung-bek, Hun-myauk-bek, Kha-maung-kyaung, Kyauk-kyaung (Meridional), Kyauk-kyaung (Septentrional), Le-daung, 
Kan-daing, Ran-bauk, Kan-gaw, Alay-kyaung, Ran-bai, Myo-ma (Oriental), Ran-bai Myo-ma (Meridional), Ran-bai Myo-ma (Central), Ran byeh-ngeh, Kyauk-twe, Nig-yaung-det, Rabadin, Ran-thek, Tun-ba-kaing, Zi-kywon i Sa-gu. La població del township el 1881 era de 43.329 habitants.